# Светилиште (роман)
„Светилиште“ (енгл. Sanctuary) је шести роман америчког књижевника и нобеловца Вилијама Фокнера, који је објављен 9. фебруара 1931, у издању издавачке куће Кејп енд Смит (CAPE & SMITH). Радња се одиграва маја и јуна 1929. у имагинарном округу Јокнапатафа, у којем се одигравају готово сви романи и приповетке овог америчког аутора. У средишту наратива је адвокат Хорас Бенбоу који покушава да одбрани невиног човека оптуженог за убиство. Својеврсни наставак догађаја описаних у Светилишту дат је у Фокнеровом делу Реквијем за искушеницу (1951). Светилиште тематизује откривање природе зла, губитак илузија, проблем корупције и потрагу за правдом.
Светилиште је Фокнеров најмрачнији роман пун експлицитних сцена насиља, што је навело тадашњег критичара Хенрија Сидела Кенбија да напише да је са овим романом садизам достигао свој амерички врхунац. Контроверзе које су га окружиле, поготово оне везане за епизоду силовања, учиниле су Светилиште бестселером и скренуле пажњу критичара на Фокнера. Роман се продавао више од свих његових претходних дела заједно. Међутим, финансијски проблеми издавача спречили су Фокнера да свој успех и уновчи.  Иако су многи оновремени читаоци и критичари били згрожени описима ужаса и насиља, други су у Светилишту видели књижевну вредност и хвалили његову провокативну снагу. Савремени проучаваоци истичу да је ово роман који је Фокнер убедљиво највише пута преправљао.
Роман је преведен на српски језик у више издања.

## Адаптације
Студио Парамаунт је 1933. снимио адаптацију Светилишта, под називом Прича о Темли Дрејк. Филм је режирао Стивен Робертс, и у њему су главне улоге тумачили Мириам Хопкинс и Џек ла Ру. Филм је изазвао контроверзе због приказивања сексуалности и насиља, и убрзао је доношење строгих цензорских правила у Холивуду познатих као Хејзов код. Други пут је екранизован 1691. у режији Тонија Ричардсона. Сценарио је настао комбиновањем наратива Светилишта са његовим незваничним наставком Реквијумом за искушеницу. Друга адаптација се сматра лошијом од прве.